# Mecaphesa facunda
Espèce
Synonymes
- Misumenops facundus Suman, 1971

Mecaphesa facunda est une espèce d'araignées aranéomorphes de la famille des Thomisidae.

## Distribution
Cette espèce est endémique de l'île d'Hawaï dans l'archipel du même nom,.

## Description
La carapace du mâle holotype mesure 1,50 mm de long sur 1,56 mm et l'abdomen 2,00 mm de long sur 1,33 mm et la carapace de la femelle paratype mesure 2,00 mm de long sur 2,00 mm et l'abdomen 3,00 mm de long sur 2,33 mm.

## Publication originale
- Suman, 1971 : Spiders of the family Thomisidae in Hawaii. Pacific Insects, vol. 12, no 4, p. 773-864 (texte intégral).